# Callianthe elegans
Espèce
Synonymes
Abutilon elegans A.St.-Hil.
Callianthe elegans est une espèce  de plantes à fleurs de la tribu des Malveae, de la sous-famille des Malvoideae et de la famille des Malvaceae.
Elle est trouvée au Brésil.